# 조국통일범민족청년학생연합
조국통일범민족청년학생연합/조국통일범민족청년학생련합(祖國統一汎民族青年學生聯合, 약칭 범청학련(汎青學聯))은 대한민국과 조선민주주의인민공화국 및 해외 청년조직의 연합체로 한국의 통일을 주장하고 있는 단체이다. 1992년 8월 15일에 창설되었다. 공산당 합법화, 국가보안법 폐지, 주한미군 철수 등 조선민주주의인민공화국 정권에 동조하는 주장을 폈다는 이유로 1997년 대한민국 대법원은 이들을 대한민국의 이적 단체로 판결하였다.

## 같이 보기
- 조국통일범민족연합
- 한국진보연대
- 전국대학생대표자협의회
- 한국대학총학생회연합